# 先驗與後驗
先驗（拉丁語：a priori，指“先出現”）和後驗（拉丁語：a posteriori，指“後出現”），是哲學中來自拉丁語的術語，先驗是指可以直接觀察到的現象或者是通過簡單演繹推理就能推導出的結論 。後驗則依賴於先驗。例子包括大多數科學領域通過各種證明得來的知識和個人通過學習獲得的知識。先驗也可以視為表象，後驗則是表象背後的原因，而且需要通過科學方法去論證。
這些術語源自亞里士多德工具論的分析方法：先驗分析（prior analytics），其中就包括演繹邏輯；後驗分析（posterior analytics），其中就包括歸納邏輯。
這兩個術語都出現在歐幾里得的《幾何原本》中，但因伊曼紐爾·康德的《純粹理性批判》而普及；後者是哲學史上最有影響力的著作之一。 這兩個術語主要用作名詞“知識”（即“先驗知識”）的定語。先驗也可用於修飾其他名詞，例如“真理”。哲學家也會使用先驗性（英語：apriority、apriorist 或 aprioricity）作為名詞，指代先驗的品質。
康德表示，不论是空间，还是空间的任何一个几何学的先天规定，都不是一种先验的表象，而只有关于这些表象根本不具有经验的来源、以及何以它们还是能够先天地与经验对象发生关系的这种可能性的知识，才能称之为先验的。

## 例子
先验知识与后验知识的区别，可从下例体会：
先验
思考这个命题：“如果乔治五世在位至少4天，那么他的在位超过了3天”。这是先验知识，因为它所表达的内容仅根据簡單的推理便可得出。
后验
思考这个命题：“乔治五世从1910年至1936年在位”。这是后验知识，因为它所表达的内容不能仅根据簡單的推理得出。

## 伊曼纽尔·康德对此的贡献
十八世纪的德国哲学家伊曼纽尔·康德提出了一种混合了理性主义和经验主义的理论。康德声称，“尽管我们的全部知识开始于经验，知识却并不遵循经验产生的途径。”按照康德的理论，后验知识是经验的，由经验的内容所决定。康德说，“很有可能，我们的经验知识只是我们通过印象和认知器官本身提供的内容（感官印象只提供了一种“偶然性”）所得到的一个集合。”于是，与经验主义者们不同，康德认为先验知识独立于经验而存在；更进一步地，与理性主义者们不同，康德认为以它的纯粹形式存在，并不混杂有任何经验内容的“先验”知识是对经验可能性的条件的推理。这种“先验”，或者超验的条件，是在人类认知器官中先天具备的，不可能由任何经验得到。康德提出并讨论了纯粹形式推导出来的“先验”而引起的超验逻辑的可能性。纯粹“先验”知识包括类似如时间和因果的概念。康德认为，纯粹先验知识可以由他的超验美学和超验逻辑所确立。康德提出，如果没有这些“先验”知识对人类个体认知的建构，人类个体就不具备经验的能力。例如，当一个人的认知器官中时间和因果律都失效时，他便无法把这个世界认知为一个有规律的，由自然规律所统治的世界。这一看法被普遍认为是康德的主要作品“纯粹理性批判”中的中心论点——超验推理。
超验推理并不回避时间和因果律的客观性，但考虑到主观性的存在，康德尝试着去讨论主观性如何产生以及它在客观实体与经验之间的关系，以实现“先验”逻辑。

## 克里普克对此的贡献
克里普克在《命名与必然性》中批评康德道，先验性是与认识论相关的性质，而必然性与形而上学相关，两者不应混为一谈。首先，他论证道，某些后验命题被视为必然的。
例如，启明星是长庚星。（虽然各自叫法不同，但它们都是金星的名称）。它们必然是同一事物，但这一同一性却由后验得知。
同样而类似地，存在偶然先验命题。例如，巴黎的米原器过去作为一米的标准。这就伴随着下述命题，“米原器长一米”，该命题是偶然的，因为我们本可能以其他长度定义一米。然而，它却是先验的，因为一米即由该米原器长度来定义，所以米原器肯定长一米（在它还作为一米的标准的时候）。这是一种重言式，有时也称其为循环定义。

## 伯特兰·罗素对此的贡献
伯特兰·罗素在《哲学问题》中认为先验知识是共相之间的关系。例如，“{\displaystyle 2+2=4}”，显示了“{\displaystyle 2}”、“{\displaystyle +}”、“{\displaystyle =}”、“{\displaystyle 4}”这些罗素称之为共相之间的关系。

## 其他贡献者
- 艾耶尔
- 齐硕姆
- 奎因

### 引用
1. ↑  Sommers 2003.
2. ↑  教育部, 卡米爾. . 教育百科.   [2025-08-16] （中文）.
3. ↑  Bird 1995，第439頁.
4. ↑  Kitcher 2001
5. ↑  . 慧田哲学网.   [2012-09-15].[永久]
6. 1 2  Kant (1781), introduction, §I.